# Gyldenstolpia fronto
Gyldenstolpia fronto is een zoogdier uit de familie van de Cricetidae. De wetenschappelijke naam van de soort werd voor het eerst geldig gepubliceerd door Herluf Winge in 1887.

## Voorkomen
De soort komt voor in Brazilië en Argentinië.